# Oliver Mielke
Oliver Mielke (* 10. April 1965) ist ein deutscher Regisseur, Autor und Filmproduzent.

## Werdegang
Mielke begann seinen beruflicher Werdegang 1987 als Aufnahmeleiter der ARD-Hitparade Formel Eins, daran schloss sich 1988 auch die redaktionelle Mitarbeit in der Redaktion von Formel Eins. Parallel war er von 1988 bis 1989 Assistent von Wolfgang Heilemann und arbeitete 1989 auch als Musikreporter bei Pop/Rocky. Beim Bayerischen Rundfunk lieferte Mielke unter anderem erste eigene Beiträge zu den Regionalsendungen Rundschau, Bayernstudio und Report.
1998 übernahm Mielke die Regie zu dem Musikvideo zu Why I'm Here von Kuersche und setzte diese Arbeit 2000 mit Kuersches Musikvideo Here Comes The Sun fort. Als Produzent begann er auch ab 1998 von Sendungen wie Comedy Factory, Bullyparade und Quatsch Comedy Club, sowie zahlreiche Sendungen bei MTV und suntv. Es folgten 2008 Ossi’s Eleven, 2011 Die Klugscheißer und Hubert und Staller. Von 2013 bis 2017 produzierte Mielke die Fernsehserie Hammer & Sichl, schrieb auch das Drehbuch und führte Regie.

## Filmografie (Regie)
- 2002: Finanzamt Mitte – Helden im Amt (Fernsehserie) (13 Folgen)
- 2007: Ossi’s Eleven
- 2010: Der Psycho Pate
- 2011–2012: Hubert und Staller (Fernsehserie) (16 Folgen)
- 2012: Hansi und Hubsi (Fernsehfilm)
- 2013–2017: Hammer & Sichl (Fernsehserie) (19 Folgen)
- 2015: Funny Movie (Fernsehserie) (1 Folge)
- 2016: Von oben nach unten

## Filmografie (Drehbuch)
- 2007: Ossi’s Eleven
- 2010: Der Psycho Pate
- 2013: Hubert und Staller – Die ins Gras beißen (Fernsehfilm)
- 2013–2017: Hammer & Sichl (Fernsehserie) (19 Folgen)
- 2015: Funny Movie (Fernsehserie) (1 Folge)
- 2016: Hubert und Staller – Unter Wölfen (Fernsehfilm)
- 2018: Hubert und Staller – Eine schöne Bescherung (Fernsehfilm)
- 2023: Hubert ohne Staller - Dem Himmel ganz nah (Fernsehfilm)

## Filmografie (Produzent)
- 1997: Bullyparade (Fernsehserie) (Produktionsleiter)
- 2001–2005: Blondes Gift (Talkshow) (Produktionsleiter)
- 2001: Die WIB-Schaukel (Fernsehserie) (Produktionsleiter)
- 2004: Tramitz & Friends (Comedy-Serie) (1 Folge)
- 2007: Ossi’s Eleven
- seit 2011: Hubert und/ohne Staller (Fernsehserie) (164 Folgen)
- 2011–2012: Klugsch-Eisser & Co KG. (Fernsehserie) (8 Folgen)
- 2012: Hansi und Hubsi (Fernsehfilm)
- 2013: Hubert und Staller – Die ins Gras beißen (Fernsehfilm)
- 2013–2017: Hammer & Sichl (Fernsehserie) (19 Folgen)
- 2014: Bocksprünge
- 2016: Hubert und Staller – Unter Wölfen (Fernsehfilm)
- 2018: Hubert und Staller – Eine schöne Bescherung (Fernsehfilm)
- 2022: Im Wald (Co-Executive Producer)
- 2023: Hubert ohne Staller – Dem Himmel ganz nah (Fernsehfilm)